# Cornești (Timiș)

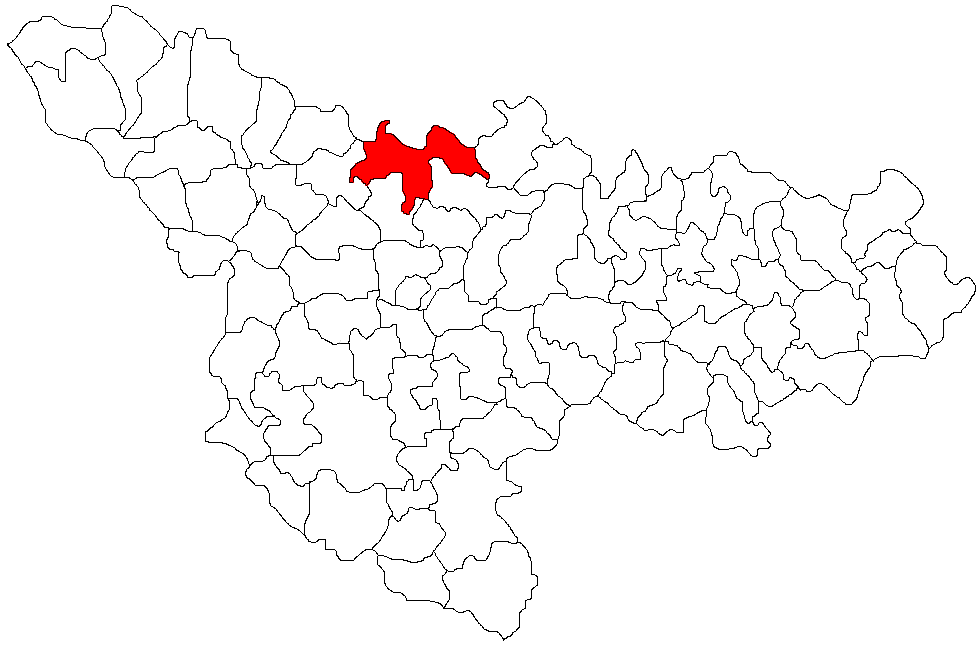
Lage der Gemeinde Orțișoara im Kreis Timiș

Cornești (veraltet Jadani; deutsch Schadan, ungarisch Mezőzsadány) ist ein Dorf im Kreis Timiș, Banat, Rumänien. Cornești gehört zur Gemeinde Orțișoara.

## Geografische Lage
Cornești liegt im Norden des Kreises Timiș, nahe der Grenze zum Kreis Arad, 21 Kilometer nördlich von der Kreishauptstadt Timișoara.

## Nachbarorte
| Bărăteaz  | Orțișoara                                   | Seceani  |
| Carani    | Kompassrose, die auf Nachbargemeinden zeigt | Murani   |
| Sânandrei | Covaci                                      | Giarmata |

## Geschichte
Die Ortschaft wurde 1233 erstmals urkundlich erwähnt. 1318 erscheint Zadane in den Urkunden der Zeit. In den päpstlichen Zehntlisten (1334–1337) ist Sacerdos de Sadan vermerkt. Auf der Josephinischen Landaufnahme von 1717 ist der Ort Schadain mit 10 Häuser eingetragen. Später wurden auch Deutsche und Ungarn im Dorf angesiedelt, aber die Rumänen blieben stets in der Mehrheit. Nach dem Österreichisch-Ungarischen Ausgleich (1867) wurde das Banat dem Königreich Ungarn innerhalb der Doppelmonarchie Österreich-Ungarn angegliedert. Die amtliche Ortsbezeichnung war Mezőzsadány. Der Vertrag von Trianon am 4. Juni 1920 hatte die Dreiteilung des Banats zur Folge, wodurch Jadani an das Königreich Rumänien fiel. 1964 wurde der Ortsname in Cornești geändert.

### Festung Cornești
Die Festung von Cornești ist die größte befestigte prähistorische Siedlung aus der Bronzezeit in Europa.
Die Festung weist vier Wallringe mit Grabenanlagen auf. Der innere Ring hat einen Durchmesser von 1 Kilometer, der äußere von 6. Insgesamt wird eine Fläche von ungefähr 1700 Hektar umfasst.  
Die Festung erscheint auf der Mercy-Karte (1723–1725) und danach auf allen militärischen Karten bis zum Ersten Weltkrieg. Erste Grabungen wurden bereits 1939 durchgeführt. 2007 wurden diese dank Alexandru Szentmiklosi, dem damaligen Direktor der archäologischen Abteilung des Banater Museums, wieder aufgenommen.
In Zusammenarbeit mit den Mitarbeitern der Johann Wolfgang Goethe-Universität Frankfurt am Main und der University of Exeter wurde eine Sondagegrabung im Siedlungsinneren durchgeführt, wobei eine früheisenzeitliche Kulturschicht festgestellt wurde. Dennoch ist eine genaue Datierung der Gesamtanlage bis heute nicht gelungen. Aus diesem Grund werden die beteiligten Institutionen in den kommenden Jahren weiterreichende Grabungen und Untersuchungen vor Ort durchführen.

## Demografie
| 1880 | 1170 | 1018 | 45  | 79 | 28 |
| 1910 | 1026 | 890  | 111 | 23 | 2  |
| 1930 | 969  | 908  | 37  | 14 | 10 |
| 1977 | 717  | 662  | 54  | 1  | -  |
| 2002 | 555  | 516  | 32  | -  | 7  |